# Огрођењец
Огрођењец (пољ. Ogrodzieniec) је град у Пољској у Војводству Шлеском у Повјату zawierciański. Према попису становништва из 2011. у граду је живело 4.449 становника.

## Становништво
Према прелиминарним подацима са пописа, у граду је 2011. живело 4.449 становника.
| 2002. | 2011. | 2012. |
| ----- | ----- | ----- |
| 4.469 | 4.449 | 4.412 |